# (28421) 1999 VH87
1999 في إتش 87 (ويعرف أيضًا باسم (28421) 1999 في إتش 87 وفق تسمية الكوكب الصغير) (بالإنجليزية: 1999 VH87)‏ هو كويكب ضمن حزام الكويكبات؛ وترتيبه 28421 من حيث الاكتشاف.
اكتُشف هذا الجُرم الفلكي بواسطة ماسح السماء كاتالينا في 6 نوفمبر 1999.

## وصلات خارجية
- (28421) 1999 VH87 في قاعدة بيانات مختبر الدفع النفاث لأجرام النظام الشمسي الصغيرة

- الاكتشاف · مخطط المدار ·  العناصر المدارية · المعلمات المادية

- (28421) 1999 VH87 على موقع ويكي سكاي: DSS2, SDSS, GALEX, IRAS, Hydrogen α, X-Ray, Astrophoto, Sky Map, Articles and images